# Чувашская даруга
Чувашская даруга или Зюрейская даруга — административно-территориальная единица (даруга) Казанского ханства (царства). Позже, в XVI—XVIII веках, — в составе Казанского уезда.
Административный центр — город Зюри — располагался на месте нынешнего села Старые Зюри Тюлячинского района Республики Татарстан:39.

## География
На западе граничила с Галицкой даругой, на юге с Ногайской даругой, на востоке с Уфимским уездом, на севере с Алатской и Арской даругами.

## История
Ликвидирована в 1781 году, территория даруги разделена между Арским и Мамадышским уездами Казанской губернии, Елабужским, Малмыжским и Сарапульским уездами Вятского наместничества и Осинским уездом Пермского наместничества.